# Vegita

Vegita SSJ Blue formában a Dragon Ball Super-ben

Vegita (ベジータ; Bedzsíta; Hepburn: Bejīta; angol verzió szerint Vegeta [vəˈʤiːtə]) egy kitalált szereplő, gonosztevő, majd fokozatosan átalakul pozitív szereplővé a Dragon Ball Z című animében és mangában, a Dragon Ball GT szintúgy, valamint a Dragon Ball Super című animében. Fontos szerepe van mindhárom sorozatban, különösen nagy hangsúlyt kap jellemfejlődése. Neve a zöldség (vegetable) szóból jött. Szinkronhangjai: Japán – Horikava Rjó, Magyar – Bozsó Péter, F. Nagy Zoltán és Czető Roland.

## Története
Dragon Ball Z:
Vegita csillagharcos (Saiya-jin) herceg, Vegita király fia, s mint ilyen, rendkívül büszke a hierarchiában betöltött helyére. Vegita Dermesztő hadseregének egyik parancsnokaként szolgált, miután a zsarnok elpusztította a Vegita bolygót. A támadás szándékosan az ifjú herceg távollétére volt időzítve, mivel Dermesztő ki akarta használni kivételes tehetségét. Miután felnőttként tudomást szerzett a Föld bolygón található kristálygömbökről, amik minden kívánságot teljesítenek elérkezettnek látta az időt, hogy fellázadjon gonosz mestere ellen. E terv első állomásaként támadja meg a Földet, ahol találkozik egy rendkívül erős csillagharcossal Kakarottóval, aki a Son Goku nevet vette fel, és a Föld védelmezőjeként élte életét. Vegitát lenyűgözik Kakarattó képességei, de nagy csatában sikerül legyőznie riválisát. Végül a földi harcosok közös támadásai miatt kénytelen súlyos sérülésekkel visszavonulni. Felépülése után a Namek bolygó felé veszi az irányt – a kristálygömbök eredeti hazájába. A gonosz császár Dermesztő, hogy megakadályozza Vegita lázadását, és örök életet nyerjen, szintén a Namek bolygóra tart. Vegita sorban vadássza le a hadsereg tisztjeit, a Földön szerzett tapasztalatai miatt még a híres Zarbon, Dodoria párost is sikerül legyőznie, akik jelen voltak szülőbolygója elpusztításánál. A Dermesztő hadsereg öt főből álló elitosztaga ellen kényszerű szövetséget köt két Földről érkező harcossal, Son Gohannal (Kakarotto fia) és Krillinnel, akikkel korábban ellenségek voltak. A győzelemhez azonban Son Goku segítsége kell, aki egy emelt gravitációs edzés miatt hatalmas erőre tett szert. Végül a Dermesztő elleni csata is elérkezik, ahol Vegita az utolsó csepp véréig küzd, és halála előtt rábízza Son Gokura népük történetét, és a bosszút. Son Goku végül szupercsillagharcossá (SSJ) válik, és győzedelmeskedik Dermesztő ellen.
Miután Vegita a Namek bolygó lakóival együtt feltámad a kristálygömbök segítségével, kis kitérővel a Földre költözik. Bár örül Dermesztő bukásának, minden erejével azon dolgozik, hogy visszaszerezze az elsőszámú csillagharcos státuszát. Amikor az androidok veszélyeztetik a Földet ez meg is történik, Vegita szupercsillagharcossá változik, és felülmúlja Son Gokut. Ekkorra megszületik Vegita fia Trunks is, akinek anyja a remek tudós Bulma, Son Goku barátja, és a Dragon Ball sorozat egyik főszereplője. Fiának jövőbeli énjével, Son Goku tanácsára a tér és idő szobájában fejleszti képességeit, hogy felvehessék a harcot a legerősebb android, Cell ellen. Az edzés során Vegita túlszárnyalja a szupercsillagharcos formát (USSJ), és képessé válik legyőzni Cellt, ám büszkesége miatt segít az ellenségnek továbbfejlődni, amivel veszélybe sodorja a Földet. A mindent eldöntő ütközetben Son Goku életét veszti, és Cellt végül a mindenkit felülmúló Son Gohan állítja meg, aki magáévá teszi a szupercsillagharcos forma második szintjét (SSJ2).
Riválisa halála után Vegita folytatja az edzéseket, hogy ő legyen a legerősebb harcos. Mikor hét évvel később Son Goku visszatér az élők sorába, Vegita kiprovokálja a visszavágót, hogy kiderüljön melyikük az erősebb. Mindketten 2. szintű szupercsillagharcosként küzdenek, és hatalmas csatában végül nem bírnak egymással. Ekkor jelenik meg a Földön Majin Buu, az eddigi legveszélyesebb ellenfél. Vegita egyedül száll vele szembe, és életét áldozza a Föld védelmében, amiért később bűnbocsánatot nyer a túlvilágon, a korábban elkövetett gonosztettei miatt. A túlvilágon Goku információt kap arról, hogy létezik 3. SSJ szint is az átalakulások között. Engedélyezik Vegitának, hogy visszatérjen segíteni az SSJ3 Son Goku harcát Buu ellen. A két csillagharcos rövid ideig fúzióra is lép. Egyesülésük neve: Gokuto. Az univerzum sorsáért zajló küzdelem közben megköszöni riválisának, hogy annak idején meghagyta az életét, és először nevezi őt a barátjának. Son Goku és Vegita szövetsége nem is eredményezhetett mást még a rettegett Majin Buu ellen sem, mint a csillagharcosok győzelmét és az univerzum megmenekülését.
Dragon Ball Super:
Vegita herceg békés életet él a Földön családjával, amikor Bills, a pusztítás istene megjelenik. Miután Son Goku egy rituálé segítségével isteni erőre tesz szert (SSJ God), Vegita felismeri, hogy még korántsem érték el a határukat, és első alkalommal lesz neki mestere, egy angyal személyében, akinek a neve Whis. Vegita Gokuval együtt felülmúlja az isteni módot is és közösen elérik a minden korábbi képzeletet meghaladó kék isteni szupercsillagharcos formát (SSJ Blue). Mármint SSJ közben egyesítik saját erejüket az istseni móddal. Amikor katonái visszahozzák az életbe Dermeszőt, az univerzum rettegett császárát, aki szintén jóval erősebb, mint valaha, hőseink újra összecsapnak vele, és Vegita megmutatja hihetetlen erejét, esélyt sem adva ellenfelének visszavág minden szenvedésért. Dermesztőt végül Son Goku visszaküldi a pokol virágoskertjébe.
A Dragon Ball világa tovább bővül, amikor más univerzumok létezéséről szerzünk tudomást. Megtudjuk, hogy a 7-es univerzum lakói vagyunk, összesen 12 univerzum van, és a 6-os univerzummal élünk szimbiózisban. A két testvéruniverzum között harcművészeti bajnokságot rendeznek az Istenek, aminek tétje a szuper kristálygömbök (a Földön, és a Namekon megismert gömbökhöz hasonlóak, csak ezeket Istenek készítették, és bolygó nagyságúak, valamint nincs határa az erejüknek). A 7-es univerzum győzelméből Vegita igencsak kiveszi a részét, de szembesül vele, hogy ismét lépéshátrányba került Son Gokuval szemben. Vegita 3 győzelem után, a 6-os univerzum bérgyilkosa, a legendás Hit ellen szenved vereséget, bizonyságot szerezve ezáltal, hogy még mindig van hova fejlődni.
Vegita fiának, Trunksnak jövőbeli énje újra visszatér a múltba segítséget kérni, mert világát egy Black nevű Isten tartja rettegésben, aki Son Goku arcát viseli. Hamar kiderül, hogy Black azonos egy rossz útra tért teremtés Istenével, Zamasuval, és a jövőben megölte Son Gokut, így jutott a testéhez. A saját testében élő Zamasu pedig, noha ereje nem vetekszik Blackével, halhatatlanságot nyert a szuper kristálygömbökkel. Az időgép segítségével Son Goku, Vegita és Trunks harcba szállnak a gonosz Isten két alakjával. Többszöri kudarc után Vegita visszatér a tér és idő szobájába, hogy megerősödve újra szembenézzen Blackkel, és ennek köszönhetően elsöprő győzelmet arat. Miután Black vereséget szenved Vegitával szemben, egy fúzióban egyesíti erejét Zamasuval, de a három csillagharcos együttes erejével végül nem tud mit kezdeni. Ebben a fejezetben láthatjuk másodszor Vegita és Kakarottó fuzióját, Vegitót. A gonosz Istennek végül Trunks adja meg a kegyelemdöfést.
Visszatérve a jelenbe a 7-es univerzum harcosai készülnek a nyolc univerzum közötti nagy bajnokságra, ahol 80 harcos méri össze erejét, és végül csak egy maradhat. A vesztes univerzumok eltörlésre kerülnek a Mindenek Ura (Zeno) által. Vegita társai a harcban: Son Goku, Son Gohan, Ifjú Sátán, Zseniális Teknős, Ten Sin Han, Krillin, C17, C18 és maga Dermesztő. Vagyis a Dragon Ball történetének kultikus szereplőiből álló válogatott veszi fel a versenyt a többi univerzum bajnokával. Vegita alaposan kiveszi a részét a harcból, meg akarja menteni nemcsak a saját világát, de a 6-os univerzum csillagharcosait is. Különösen egy Cabba nevű fiatal harcost, akit a tanítványául fogad. A küzdelmek közben sikerül felülmúlnia még az eddigi kék formát is (Beyond Blue) az SSJ2 szint előtörésével, és új erejével legyőzi a 11-es univerzum újdonsült pusztítás istenét, Toppót. Ezzel végképp az Istenek szintjére emelkedik és életében egyszer túlszárnyalja Gokut. Az univerzumok legerősebb harcosát Jirent nem sikerül legyőznie, kiesése pillanatában utolsó erejét barátjának, Son Gokunak adja, aki az ultra ösztön állapotnak köszönhetően még magasabb szintre jut. A 7-es univerzum végül csapatmunkával nyeri meg a küzdelmet, és az utolsóként talpon maradó harcos, C17 feltámasztja az eltörölt univerzumokat, a szuper kristálygömbök segítségével. A Dragon Ball Super utolsó jelenetében Vegita és Son Goku első összecsapásuk színhelyén verekednek egymással, és megfogadják, hogy folytatják rivalizálásukat, és együtt még tovább erősödnek.
A széria befejézését követően, egy mozifilm formájában folytatódott a Dragon Ball Super. Vegita gyerekként is feltűnik, mint a király fia, és a történelem legnagyobb tehetsége. Felbukkan azonban egy olyan csillaharcos gyermek, akiben mégnagyobb a potenciál, mint a hercegben (Broly – korábbi legendás non-canon karakter, hivatalosan itt bukkan fel először). Az uralkodó épp ezért száműzi Brolyt a Vampa bolygóra. 
A film cselekménye: Dermesztő fel akarja használni Brolyt hőseink ellen. Broly apjának, Paragusnak a bosszúvágyát kihasználva útnak is indítja hadjáratát a Föld ellen.
Broly ellen Vegita veszi fel a harcok elsőként, és kezdetben igen nagy verést is mér tapasztalatlan ellenfelére. Broly azonban rohamosan fejlődik harc közben, és kezd felülkerekedni Vegitán.
Ekkor – látva Broly erejét – Son Goku is meg akarja méretni magát. Vegitához hasonlóan Goku is szépen helytáll, de Broly ereje továbbra is folyamatosan növekszik, így Vegitának újra be kell kapcsolódnia a küzdelembe. Ekkor azonban Broly ereje már kettőjükét is jóval meghaladja. Vegita és Goku egy rituálé segítségével fuzionál, így jelenik meg a sokak által kedvelt Gogeta, immár hivatalos formában is. Gogeta egy látványos csatában legyőzi Brolyt. Így Dermesztő cselszövése ismét kudarccal zárul.
A Dragon Ball Super a mangában folytatódik tovább:
A következő főellenség Moro, a több ezer éves Boszorkánymester. Vegita és Son Goku a Galaktikus Őrjárat kérésére száll harcba vele, több nagy csatát is vívnak egymással. Vegita ebben az időszakban elsajátítja a Forced Spirit technikát, amivel döntő érdemeket szerez a végső győzelemben. Ezen felül használja az azonnali átvitelt és a Genki Damat, Son Goku legendás technikáit.
Moro legyőzése után Granola tűnik fel, aki életévei jelentős részét áldozza fel, hogy a kristálygömbök felerősítsék. A csillagharcosok a múltban Dermesztő parancsára kiirtották népe nagy részét. Vegita a Pusztítás Istenével edz és eléri az Ultra Ego állapotot. Nagy meccseket vív Granolával, aki végül az ő oldalukra áll. Gas, az Univerzum aktuális legerősebbje ellen szövetkeznek, de Gas legyőzi Son Gokut, Vegitát és Granolát is. Ekkor megjelenik Fekete Dermesztő és legyőz mindenkit...

## Megjelenés
Viszonylag alacsony, izmos csillagharcos. Legjellemzőbb vonása a lobogó tűzhöz hasonló alakban felálló haja. Kinézete nem sokat változik, csak a GT-ben lesz rövid időre bajsza és rövidebb, tüskés végződésű haja. A csillagharcosokra jellemző majom farkat elveszíti, ám a Dragon Ball GT végén egy rövid időre visszanöveszti. Ruházata szinte végig ugyanaz: kék kezes-lábas, fehér csizma és kesztyű, páncélzat. Később fekete kezeslábasra cseréli a kéket, és nem lesz páncélja. Néha civil ruhákban is láthatjuk (például 122. rész). A GT-ben csillogó fekete ruhát és bordó trikót visel.

## Személyiség
Amikor először megjelenik, Vegita egy agresszív, arrogáns gonosztevő, aki rendkívül büszke az erejére és a státuszára a csillagharcos hierarchiában. Miután megtapasztalja, hogy Son Goku ereje vetekszik az övével, és ellenfele még az életét is megmenti, lassú változásnak indul. A Dermesztő elleni harcokban még kényszerből köt szövetséget a sorozat hőseivel, de fokozatosan pozitív szereplővé válik. Rivalizálása Son Gokuval végigkíséri a Dragon Ball történetét, bár a legendás DBZ végére elfogadja, hogy barátja erősebb nála, de a folytatásban ismét felveszi a kesztyűt, és tartja is a lépést a főszereplővel, együtt fejlődnek tovább az Istenek erejét meghaladó szint felé.

## Képességek/összes csata
DBZ: Csillagharcos származása és a rendszeres edzés miatt hatalmas erőre, sebességre és az úgynevezett "kí" feletti tökéletes uralomra tett szert. A Dermesztős részek után Trunks visszajött a jövőből egy időgéppel, hogy figyelmeztessen mindenkit: 3 év múlva robotok (androidok) fogják megtámadni a Földet és mindenkit meg fognak ölni. Vegita a szupercsillagharcos (SSJ1) szintet ezalatt a 3 év alatt érte el. Addig dühítette magát azzal, hogy nem képes túlszárnyalni Gokut, míg végül sikerült neki az első átalakulás. A második szintű szupercsillagharcos szintet (SSJ2) először Goku ellen használta a Majin Buu részeknél. Az, hogy az előző 7 év során végzett edzései során érte ezt el vagy Babidi mágiája is kellett ehhez, tisztázatlan.
A Dragon Ball Superben előbb az SSJ Blue szintet, majd ezt meghaladó erőt (Beyond Blue) is elér, melyek már isteni erővel vetekednek.
A GT végén Bulma Bruitz-hullámot keltő készülékének is köszönhetően sikerült elérnie a negyedik szintű szupercsillagharcos szintet (SSJ4).
Technikák, képességek:
- Ki-érzékelés/rejtés: Képes érzékelni mások ki-jét, ezáltal megmondani a helyzetét és erejét, valamint elrejteni a sajátját, hogy őt ne vehessék észre (más ki-t érzékelni képes személyek, illetve műszerek).
- Bukujutsu: Képes repülni a ki-je segítségével.
- Gallick-Ho: Vegita az oldalára teszi a kezét, úgy, hogy az egyik keze a másik keze fölött legyen, energiát gyűjt, majd lő egy lila sugarat.Magyarul hagymaágyú
- Big Bang Attack: Vegita oldalra kiteszi a kezét úgy, hogy a karjához képest keze merőlegesen álljon fölfele, majd lő egy fehér sugarat.
- Final Flash: Vegita kiteszi a karjait oldalra, tenyérrel előre mutatva. Mindkét tenyerében energiát gyűjt, majd összeteszi a két kezét és lő egy sárga sugarat. Ezt magyarul Végső Csapásnak fordították
- Final Shine: Vegita új mozdulata a GT-ben. Kezéből lő egy zöld sugarat.
- Renzoku Energy Dan: Eredetileg csak az ő mozdulata volt, de mások is átvették. Mindkét kezéből apró ki-sorozatokat ad le, amelyek úgy néznek ki, mintha géppuskából lőnének.
- Power Ball: Ezzel a technikával Vegita egy kí-gömböt tud létrehozni aminek olyan fénye van, mint a teliholdnak, lehetővé téve neki az Oozaruvá (óriás majommá) átalakulást, amennyiben még rendelkezik farokkal.
- Barrier: Vegita képes a kíjéből maga körül egy erőpajzsot létrehozni, ami megvédi a támadásoktól és más erőhatásoktól.
- Erőgyűrű: Ki-jéből gyűrűket hoz létre, amelyekkel képes testrészeket szilárd felülethez rögzíteni. Ezt a technikát Goku ellen vetette be a Babidi Sagában.
- Zanzouken: Képes saját maga illúzióit létrehozni, azáltal, hogy gyorsan mozog.
- Telekinézis: Vegita képes tárgyakat mozgatni a kíje segítségével.
- Telepátia: Képes gondolati úton üzenni másoknak. Egyszer üzent így Nappának a Saiya-jin Saga elején.
- Fúzió: Vegita képes végrehajtani a fúziót Gokuval, amivel létrehozzák Vegitot. (Vagy a GT-ben és a nem hivatalos filmekben Gogetát)

Vegita harcai a DBZ és DBS során:
1. Goku ellen (győzelem)
2. Goku, Krillin, Gohan és Yaribobe ellen (vereség)
3. Cui ellen (győzelem)
4. Dodoria ellen (győzelem)
5. Zarbon ellen (vereség)
6. Zarbon ellen (győzelem)
7. Guido ellen (győzelem)
8. Reecom ellen (vereség)
9. Jees ellen (győzelem)
10. Ginyu ellen (győzelem)
11. Dermesztő ellen (vereség)
12. C19 ellen (győzelem) – új forma (SSJ)
13. C18 ellen (vereség)
14. Semi Cell ellen (győzelem – új forma (USSJ)
15. Perfect Cell ellen (vereség)
16. Pui Pui ellen (győzelem)
17. Goku ellen (döntetlen) – új forma (SSJ2)
18. Majin Buu ellen (vereség)
19. Beerus ellen (vereség)
20. Dermesztő ellen (győzelem) – új forma (SSJ Blue)
21. Frost ellen (győzelem)
22. Magetta ellen (győzelem)
23. Cabba ellen (győzelem)
24. Hit ellen (vereség)
25. Goku Black ellen (vereség)
26. Goku Black ellen (győzelem)
27. Trio De Dangers ellen (győzelem)
28. Katopesla ellen (győzelem)
29. Toppo ellen (győzelem) – új forma (SSJ Blue evolved)
30. Jiren ellen (vereség)

## Fordítás
- Ez a szócikk részben vagy egészben  a   Vegeta című angol Wikipédia-szócikk fordításán alapul.  Az eredeti cikk szerkesztőit annak laptörténete sorolja fel. Ez a jelzés csupán a megfogalmazás eredetét és a szerzői jogokat jelzi, nem szolgál a cikkben szereplő információk forrásmegjelöléseként.